# Empogona nogueirae
Empogona nogueirae är en måreväxtart som först beskrevs av Elmar Robbrecht, och fick sitt nu gällande namn av James Tosh och Elmar Robbrecht. Empogona nogueirae ingår i släktet Empogona och familjen måreväxter.
Artens utbredningsområde är Angola. Inga underarter finns listade i Catalogue of Life.